# IP Address Management
IP Address Management (IPAM; deutsch IP-Adressverwaltung) ist eine software-gestützte Methode zur Verwaltung der IP-Adressen in einem Rechnernetz. Mit IPAM können Netzwerkadministratoren sicherstellen, dass eine Dokumentation der zugewiesenen IP-Adressen erfolgt und genügend freie IP-Adressen vorgehalten werden.

## Zweck
Netzwerkadministratoren verwenden IPAM, um einen Überblick über die IP-Adressräume in ihrem Netzwerk zu erhalten. In einem IPAM werden unter anderem die folgenden Informationen erfasst:
- Größe des noch verfügbaren IP-Adressraums
- Informationen über Subnetze (beispielsweise Beschreibung, Standort, Adresse des Standard-Routers)
- Statische und dynamische Zuweisungen von IP-Adressen
- Hostname, der einer IP-Adresse zugeordnet ist
- Beschreibung des Geräts, dem die IP-Adresse zugeordnet ist
- Ermittlung „toter“ IP-Adressen (vergeben, aber nicht genutzt)
- Ermittlung von IP-Adresskonflikten

## Software
Die manuelle Verwaltung der IP-Adressen ist in großen Netzen umständlich, beispielsweise in Rechenzentren. Mit zunehmender Größe der IP-Adressräume, insbesondere auch bei Wechsel von IPv4 zu IPv6, ist die händische Pflege kaum noch möglich. Eine IPAM-Software unterstützt die Administratoren durch die automatische Erkennung von verwendeten IP-Adressen und Anreicherung mit Zusatzinformationen über das Gerät. Üblich ist eine Integration der IP-Adressverwaltung mit dem Management des Domain Name Systems (DNS) und des Dynamic Host Configuration Protocols (DHCP). Dadurch kann der Datenbestand zwischen diesen Systemen abgeglichen und gemeinsam gepflegt werden. Software, die diese drei Systeme unter einer Oberfläche vereint, wird als DNS, DHCP, IPAM (DDI) bezeichnet.
IPAM- oder DDI-Software wird von einer Reihe von Herstellern angeboten, sowohl als kommerzielle Produkte wie auch als Open Source. Beispielhafte Open-Source-Tools sind GestióIP oder Netbox.